# Liste du patrimoine mondial au Pérou
| \| Cuzco Machu Picchu Chavín Huascarán Chan Chan Manú Lima Río Abiseo Nazca Arequipa Caral \| Carte localisant l'ensemble des sites péruviens · inscrits sur la liste du patrimoine mondial de l'UNESCO |
| Cuzco Machu Picchu Chavín Huascarán Chan Chan Manú Lima Río Abiseo Nazca Arequipa Caral |

Les sites du patrimoine mondial de l'Organisation des Nations unies pour l'éducation, la science et la culture (UNESCO) sont des lieux d'importance culturelle ou naturelle tels que décrits dans la Convention du patrimoine mondial de l'UNESCO établie en 1972. Le Pérou a ratifié la convention le 24 février 1982, rendant ses sites éligibles à la liste.
Les premiers sites péruviens furent inscrits sur la liste lors de la 7e session du comité du patrimoine mondial qui s'est tenue à Florence (Italie) en 1983 : « Ville de Cuzco » et le « Sanctuaire historique du Machu Picchu ». En 2021, treize sites péruviens sont inscrits sur la liste du patrimoine mondial. Neuf sont listés en tant que sites culturels, deux en tant que sites naturels et deux en raison des deux critères de sélection de l'organisation. Seuls six des vingt-cinq régions péruviennes sont représentées, les régions d'Ancash, de Cuzco et de Lima abritant plusieurs sites.
Les sites péruviens sont régulièrement soumis à des conditions climatiques extrêmes et d'autres catastrophes. En 1997, un feu de forêt sur des collines proches du Machu Picchu menaça le site jusqu'à ce que les pompiers parviennent à couper une ligne d'arbres afin d'empêcher le feu de parvenir aux ruines,. Début 2010, de fortes pluies touchèrent le Machu Picchu et Cuzco.

## Liste des sites
Ce tableau liste des informations sur chaque site inscrit au patrimoine mondial de l'UNESCO :
- Nom : tel que listé par le comité du patrimoine mondial ;
- Région : parmi les 25 régions du Pérou ;
- Époque : époque historique, typiquement de construction ;
- Données UNESCO : le numéro de référence du site, l'année où le site fut inscrit au patrimoine mondial et les critères selon lesquels il fut classé (les critères (i) à (vi) sont culturels, tandis que (vii) à (x) sont naturels ; les sites classés selon les deux types de critères sont catégorisés comme « sites mixtes ») ;
- Description : brève description du site.

- † Site listé comme « en danger ».

| Nom                                               | Image                                            | Région           | Époque                       | Données UNESCO                                | Description | Ref(s) |
| ------------------------------------------------- | ------------------------------------------------ | ---------------- | ---------------------------- | --------------------------------------------- | --- | ------ |
| Ville de Cuzco                                    | Cathédrale de Cuzco                              | Cuzco            | XVe et XVIe siècles          | 273 ; 1983 ; iii, iv                          | Cuzco se développa durant le règne de l'Inca Pachacutec qui dirigeait le royaume de Cuzco au XVe siècle lorsqu'il devint l'empire inca. La ville devint la plus importante de l'empire inca. Elle était divisée en zones séparées pour les activités religieuses et administratives qui étaient entourées de zones consacrées à l'agriculture, l'artisanat et l'industrie. Après avoir conquis l'empire inca au XVIe siècle, les Espagnols construisirent des églises baroques et des bâtiments sur les ruines incas.                        | [ 6 ]  |
| Sanctuaire historique Machu Picchu                | Machu Picchu                                     | Cuzco            | XVe et XVIe siècles          | 274 ; 1983 ; i, iii, vii, ix                  | Situé à 2 340 m d'altitude, le site du Machu Picchu était un grand domaine de montagne construit vers le milieu du XVe siècle et abandonné approximativement 100 ans plus tard. Il est constitué de murs, de terrasses et de bâtiments en pierre. La cité accueillait environ 1 200 personnes, principalement des prêtres, des femmes et des enfants. Elle fut laissée à l'abandon avant l'arrivée des Espagnols à Cuzco, probablement à cause de la variole.                                                                                | ,      |
| Chavín (Site archéologique)                       | Chavín de Huántar                                | Ancash           | IIe et Ier siècles av. J.-C. | 330 ; 1985 ; iii                              | La culture Chavín se développa sur les hauts plateaux andins entre 1500 et 300 av. J.-C. Le site connu de nos jours sous le nom de Chavín de Huántar en était le centre. Le site est composé d'un complexe de terrasses et squares en pierre. Les Chavíns auraient principalement été une société religieuse qui aurait dû son influence à sa culture plutôt qu'à une expansion agressive. | ,      |
| Parc national de Huascarán                        | Le Taulliraju dans le parc national de Huascarán | Ancash           | N/A                          | 333 ; 1985 ; vii, viii                        | Le parc national de Huascarán est situé dans la cordillère Blanche dans les Andes. Il est situé autour du Huascarán, le plus haut sommet du Pérou. Il abrite des glaciers, des ravins et des lacs. Le parc accueille plusieurs espèces animales régionales. | [ 11 ] |
| Zone archéologique de Chan Chan†                  | Chan Chan                                        | La Libertad      | IXe au XVe siècle            | 366 ; 1986 ; i, iii                           | La ville de Chan Chan fut la capitale de la culture Chimú. Le royaume Chimú se développa le long de la côte nord du Pérou. Chan Chan est divisée en neuf complexes fortifiés entourés de murs distincts et comprenant des salles de cérémonie, des chambres mortuaires, des temples, des réservoirs et des résidences. Les Chimú furent vaincus par les Incas en 1470. Le site fut classé en péril quand il fut inscrit au patrimoine mondial car les constructions en adobe sont facilement endommagées par les fortes pluies et l'érosion. | ,      |
| Parc national de Manú                             | Parc national de Manú                            | Cuzco            | N/A                          | 402 ; 1987, 2009 (modified) ; ix, x           | Le parc s'étend sur 17 162,95 km2 et de 150 m à 4 200 m d'altitude. Le parc abrite 1 000 espèces d'oiseaux, plus de 200 espèces de mammifères (dont 100 espèces de chauves-souris) et plus de 15 000 espèces de plantes à fleurs. Avant d'être inscrit au patrimoine mondial en 1987, le site avait été classé réserve de biosphère en 1977. | ,      |
| Centre historique de Lima                         | Plaza de Armas, Lima                             | Province de Lima | XVIe au XVIIIe siècle        | 500 ; 1988, 1991 (extended) ; iv              | Lima fut fondée en 1535 par Francisco Pizarro sous le nom de La Ciudad de los Reyes (Cité des Rois). Jusqu'au milieu de XVIIIe siècle, c'était la ville la plus importante de l'Amérique du Sud espagnole. L'architecture et la décoration combinent les styles de la population locale et européen, comme au monastère San Francisco qui seul était classé en 1988, avant que la zone classée soit étendue en 1991. | [ 17 ] |
| Parc national Río Abiseo                          | —                                                | San Martín       | N/A                          | 548 ; 1990, 1992 (extended) ; iii, vii, ix, x | Le parc fut créé en 1983 afin de protéger la faune et la flore des forêts humides de la région. Le parc abrite de nombreuses espèces endémiques comme le lagotriche à queue jaune dont on pensait qu'il était éteint. Le site est aussi classé selon les critères culturels car plus de trente sites précolombiens ont été découverts depuis 1985. | [ 18 ] |
| Lignes et géoglyphes de Nazca et Pampas de Jumana | Nazca monkey                                     | Nazca            | Ier siècle                   | 700 ; 1994 ; i, iii, iv                       | Ces grandes figures situées dans le désert de Nazca auraient été créées par la culture Nazca entre 400 et 650. Les lignes qui composent ces figures furent créées en enlevant des cailloux rougeâtres du sol et en laissant ainsi apparaître le sol blanchâtre. Les figures représentent notamment des animaux parmi lesquels un singe et un colibri, des plantes et des formes géographiques. Elles auraient servi des buts rituels. | ,      |
| Centre historique de la ville d'Arequipa          | Cathédrale d'Arequipa                            | Arequipa         | XVIe siècle                  | 1016 ; 2000 ; i, iv                           | Arequipa est construite principalement en sillar, une roche volcanique blanche produite par le volcan El Misti tout proche. L'architecture de la ville est connue pour combiner les styles traditionnels indigènes avec les nouvelles techniques importées par les colons européens. | [ 21 ] |
| Cité sacrée de Caral-Supe                         | Caral                                            | Lima             | IIIe millénaire av. J.-C.    | 1269 ; 2009 ; ii, iii, iv                     | Ce site archéologique appartient principalement à la civilisation de Norte Chico qui occupa la région durant la période archaïque tardive. Caral est l'un des dix-huit centres urbains de peuplement de la région et comporte de nombreux monuments et pyramides. Caral est le plus ancien centre de peuplement connu des Amériques. Un quipu trouvé sur le site montre son influence sur les cultures andines plus récentes. | [ 22 ] |
| Qhapaq Ñan, réseau de routes andin                | Qhapaq Ñan                                       |                  | XVe siècle                   | 1459 ; 2014 ; ii, iii, iv, vi                 | Réseau des routes de communication de l'ancien empire inca s'étendant sur plus de 30 000 km. Site transfrontalier partagé avec l'Argentine, la Bolivie, le Chili, la Colombieet l'Équateur. | [ 23 ] |
| Ensemble archéoastronomique de Chanquillo         | Chanquillo                                       | Áncash           | IIIe siècle av. J.-C.        | 1624 ; 2021 ; i, iv                           | Ensemble de constructions dans un paysage désertique qui, associé à des éléments naturels, fonctionnait comme un instrument calendaire, utilisant le soleil pour déterminer les dates tout au long de l’année. | [ 24 ] |

## Liste indicative

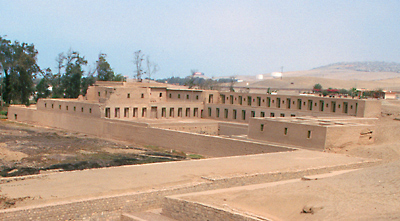
Site de Pachamac

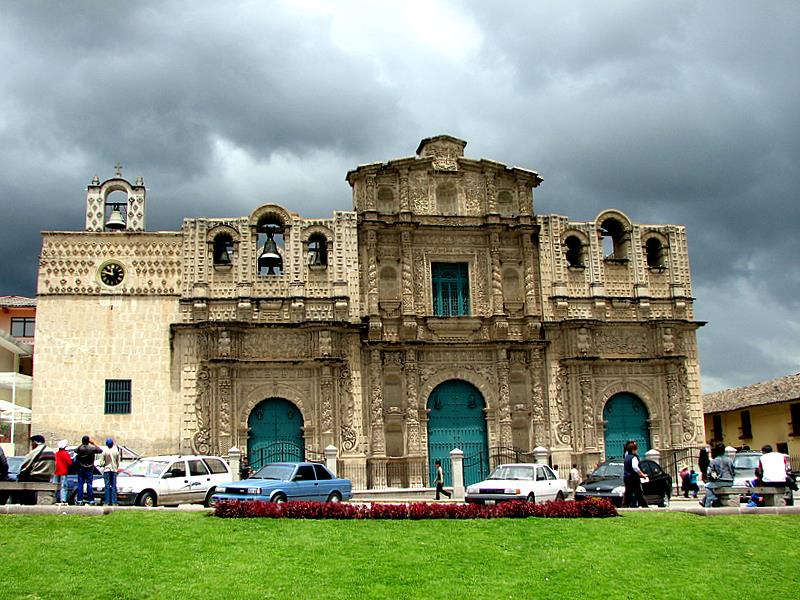
Cathédrale de Cajamarca

En plus des sites inscrits au patrimoine mondial de l'UNESCO, les états membres peuvent maintenir une liste des sites qu'ils ont l'intention de proposer pour inscription au cours des années à venir. Les propositions d'inscription sur la liste du patrimoine mondial ne sont examinées que si le site proposé figure déjà sur la liste indicative de l'état.
En 2018, le Pérou a inscrit huit sites sur la liste indicative. Les sites, accompagnés de leur année d'inscription, sont :
1. Complexe archéologique de Pachacamac (1996)
2. Centre historique de la ville de Trujillo (1996)
3. Le Grand Chemin inca : système routier du pays, nommé à l'origine « Qhapac Ñan » (2001)
4. Le centre historique de Cajamarca (2002)
5. Lac Titicaca (2005)
6. Complexe archéologique de Kuélap (2011)
7. Complexe minier de Santa Bárbara (2017)

### Source
- (en) Cet article est partiellement ou en totalité issu de l’article de Wikipédia en anglais intitulé « List of World Heritage Sites in Peru » (voir la liste des auteurs).